# 890
890 (DCCCXC) var ett skottår som började en torsdag i den julianska kalendern.

## Händelser

### Okänt datum
- Gokstadsskeppet tillkommer (omkring detta år).

## Födda
- Rudolf av Burgund, kung av Västfrankiska riket 923–936 (född omkring detta år)
- Marozia, påvlig älskarinna och politiker.

## Avlidna
- Ibn Qutayba, arabisk författare
- Arib al-Ma'muniyya, arabisk sångerska.